# Daniel (patriarcha Bułgarii)
Daniel, imię świeckie Atanas Trendafiłow Nikołow (ur. 2 marca 1972 w Smolanie) – bułgarski biskup prawosławny,  patriarcha Bułgarii i metropolita Sofii od 30 czerwca 2024.

## Życiorys
W 1996 rozpoczął na Uniwersytecie Sofijskim studia w zakresie filologii angielskiej, jednak przerwał je po roku i rozpoczął studia teologiczne. W 1997 wstąpił jako posłusznik do monasteru św. Jerzego w Chadżidimowie, gdzie jego opiekunem duchowym został metropolita newrokopski Nataniel. Studia kontynuował zaocznie i ukończył je w 2002.
W lipcu 2004 został przeniesiony do monasteru Rożeńskiego i tam wyświęcony na hieromnicha. Dwa lata później otrzymał godność archimandryty. 20 stycznia 2008 został wyświęcony na biskupa dragowityjskiego, wikariusza metropolii newrokopskiej. Trzy lata później Święty Synod skierował go do metropolii amerykańskiej Bułgarskiego Kościoła Prawosławnego jako biskupa pomocniczego.
W 2018 r. został zwierzchnikiem metropolii widyńskiej. 20 czerwca 2024 w pierwszej turze wyborów nowego patriarchy Bułgarii, Daniel uzyskał 9 głosów stając się jednym z trzech oficjalnych kandydatów na ten urząd. 30 czerwca 2024 został wybrany na nowego patriarchę Bułgarskiego Kościoła Prawosławnego, uzyskując 69 głosów elektorskich (jego rywal uzyskał 66 głosów).